# Control Denied
Control Denied foi uma banda de metal progressivo originária de Tampa, Flórida.[carece de fontes?] Foi criada em 1995 pelo líder do Death, Chuck Schuldiner.

## História
Em 1995, enquanto o Death estava em hiato, Chuck Schuldiner decidiu dedicar-se a outro projecto. Chamou o baterista Chris Williams, o guitarrista Shannon Hamm e o baixista Scott Clendenin (estes três formavam a banda Talonzfury) e criou a banda Control Denied. Pouco depois o baterista Chris Williams deixa a banda e é substituído por Richard Christy. Posteriormente é lançada a primeira demo, A Moment of Clarity.
No final de 1997 a banda assina contrato com a Nuclear Blast Records. Dois anos depois é lançado o primeiro álbum The Fragile Art Of Existence. Tim Aymar junta-se á banda como vocalista e Steve DiGiorgio substitui Scott Clendenin. 
Em maio de 1999 Chuck Schuldiner é diagnosticado com um tumor cerebral. Apesar da doença, ele começa a escrever material para o segundo álbum da banda: When Man And Machine Collide. No entanto, sua saúde vai se deteriorando, e em 13 de dezembro de 2001 Chuck Schuldiner não resiste, falecendo após dois anos e meio de luta.
Os músicos restantes da formação do Control Denied demonstraram interesse em lançar When Man And Machine Collide, que, segundo Guido Heijnens, um dos proprietários da Karmageddon Media, estava 75% pronto. Porém, uma batalha judicial entre a gravadora e a mãe de Chuck impediu o lançamento.[carece de fontes?]
Em 1 de junho de 2018 The Fragile Art Of Existence é remasterizado e lançado no formato vinil, com faixas bônus e embalagem de luxo.

## Membros
Última formação
- Chuck Schuldiner - guitarra e vocais (1995-2001)
- Shannon Hamm - guitarra (1997-2001)
- Richard Christy - bateria (1997-2001)
- Tim Aymar - vocais  (1998-2001)
- Steve DiGiorgio - baixo (1999-2001)

Membros anteriores
- B.C. Richards - vocais (1995)
- Brian Benson - baixo (1996-1997)
- Chris Williams - bateria (1996-1997)
- Scott Clendenin - baixo (1997-1999)

## Discografia
- 1997 - A Moment of Clarity (demo)
- 1999 - The Fragile Art of Existence